# مهرجان كان السينمائي 1946
مهرجان كان السينمائي لعام 1946 هو الدورة الأولى للمهرجان عُقد في 20 سبتمبر إلى 5 أكتوبر من عام 1946، وفازت جميع الأفلام المشاركة في هذه النسخة بالجائزة الكبرى، منها فيلم «روما مدينة مفتوحة» للمخرج الإيطالي روبرتو روسيليني وفيلم «ماريا كانديلاريا» للمخرج المكسيكي إميليو فرنانديز.